# Fräkentjärnarna (naturreservat, Arjeplogs kommun)
Fräkentjärnarna är ett naturreservat i Arjeplogs kommun i Norrbottens län.
Området är naturskyddat sedan 2009 och är 410 hektar stort. Reservatet omfattar 
Fräkentjärnarna, våtmarker däromkring med ytterligare tjärnar och skog. I reservatet finns urskogslik och gles tallskog samt öster om tjärnarna gransumpskog.